# Scheloribates maculatus
Scheloribates maculatus är en kvalsterart som beskrevs av Wallwork 1977. Scheloribates maculatus ingår i släktet Scheloribates och familjen Scheloribatidae. Inga underarter finns listade i Catalogue of Life.